# 维勒塞克
维勒塞克（法語：Villesèque，法語發音：[vilsɛk]）是法国洛特省的一个市镇，属于卡奥尔区。

## 地理
维勒塞克（44°23'28"N, 1°19'5"E）面积23.56 平方千米，位于法国奧克西塔尼大區洛特省，该省份为法国西南部内陆省份，北起顺时针与科雷兹省、康塔爾省、阿韦龙省、塔恩-加龙省、洛特-加龍省和多尔多涅省接壤。
与维勒塞克接壤的市镇（或旧市镇、城区）包括：康拜拉克、塞扎克、拉巴斯蒂德马尔纳克、索泽、特雷斯普拉谢勒、凯尔西地区巴格洛讷。

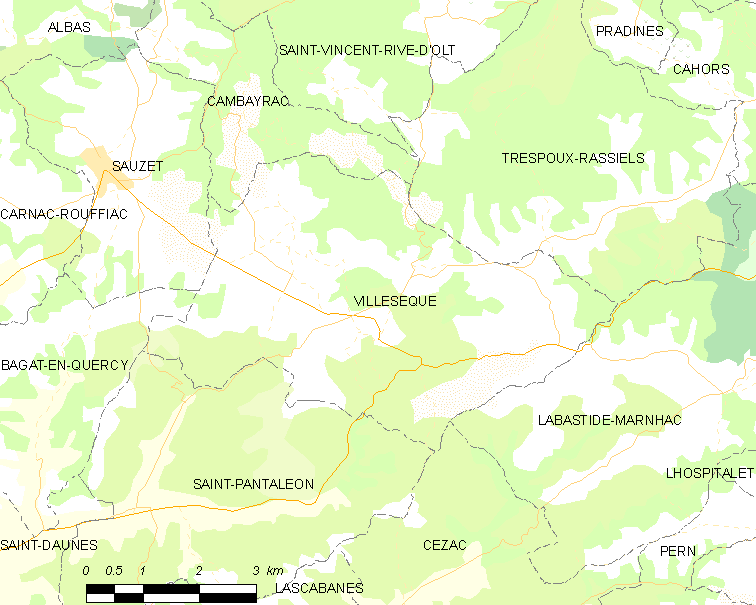
维勒塞克的OSM定位图

维勒塞克的时区为UTC+01:00、UTC+02:00（夏令时）。

## 行政
维勒塞克的邮政编码为46090，INSEE市镇编码为46335。

## 政治
维勒塞克所属的省级选区为吕泽什县。

## 人口

1962-2008年间维勒塞克人口变化图示

维勒塞克于2022年1月1日时的人口数量为402人。